# Немања Николић (фудбалер, 1987)
Немања Николић (мађ. Nikolics Nemanja; Сента, 31. децембар 1987) је мађарски фудбалер српског порекла који игра на позицији нападача.

## Каријера
Своју фудбалску каријеру Николић је започео у свом родном месту, Сенти, без неких већих клупских успеха. После девет година проведених у Сенти отишао је у Мађарску да се опроба у мађарским фудбалским клубовима.
У Мађарској је почео у друголигашу Барчи где је одиграо укупно тринаест утакмица, од којих је седам био у првој једанаесторици, и постигао три гола. Убрзо се Николић обрео у другом мађарском клубу Капошвелђи где је одиграо једну полусезону и где је у 14 утакмица је постигао 11 голова. После ове успешне полусезоне 2008. године је добио понуду и прешао у прволигаш из Капошвара. Већ у својој првој прволигашкој утакмици за Капошвар је постигао гол и то против свог будућег клуба ФК Фехервара.
За Видеотон је потписао троипогодишњи уговор. Своју успешну сезону Николић је наставио и у Видеотону где је свој голгетерски скор повећао за осам голова и са десет голова које је постигао у полусезони у укупном скору од 18 голова постао први стрелац мађарске лиге у сезони 2009/2010.

## Статистика каријере

### Клупска
Ажурирано 30. марта 2019.
| Клуб            | Сезона          | Лига     | Лига   | Куп      | Куп    | Лига куп | Лига куп | Европа   | Европа | Укупно   | Укупно |
| Клуб            | Сезона          | Утакмица | Голова | Утакмица | Голова | Утакмица | Голова   | Утакмица | Голова | Утакмица | Голова |
| --------------- | --------------- | -------- | ------ | -------- | ------ | -------- | -------- | -------- | ------ | -------- | ------ |
| Барч            | 2006/07         | 19       | 3      | 0        | 0      | 0        | 0        | 0        | 0      | 19       | 3      |
| Барч            | Укупно          | 19       | 3      | 0        | 0      | 0        | 0        | 0        | 0      | 19       | 3      |
| Капошвелђе      | 2007/08         | 14       | 11     | 0        | 0      | 0        | 0        | 0        | 0      | 14       | 11     |
| Капошвелђе      | Укупно          | 14       | 11     | 0        | 0      | 0        | 0        | 0        | 0      | 14       | 11     |
| Капошвар        | 2007/08         | 12       | 4      | 5        | 2      | 4        | 2        | 0        | 0      | 21       | 8      |
| Капошвар        | 2008/09         | 22       | 16     | 3        | 1      | 5        | 7        | 0        | 0      | 30       | 24     |
| Капошвар        | 2009/10         | 15       | 10     | 3        | 1      | 0        | 0        | 0        | 0      | 18       | 11     |
| Капошвар        | Укупно          | 49       | 30     | 11       | 4      | 9        | 9        | 0        | 0      | 69       | 43     |
| Видеотон        | 2009/10         | 15       | 8      | 1        | 1      | 3        | 1        | 0        | 0      | 19       | 10     |
| Видеотон        | 2010/11         | 24       | 8      | 7        | 5      | 2        | 0        | 2        | 0      | 35       | 13     |
| Видеотон        | 2011/12         | 30       | 19     | 6        | 4      | 10       | 7        | 1        | 0      | 47       | 30     |
| Видеотон        | 2012/13         | 27       | 13     | 5        | 5      | 7        | 5        | 12       | 4      | 51       | 27     |
| Видеотон        | 2013/14         | 28       | 18     | 1        | 0      | 3        | 1        | 2        | 0      | 34       | 19     |
| Видеотон        | 2014/15         | 25       | 21     | 4        | 3      | 0        | 0        | 0        | 0      | 29       | 24     |
| Видеотон        | Укупно          | 149      | 87     | 24       | 18     | 25       | 14       | 17       | 4      | 215      | 123    |
| Легија Варшава  | 2015/16         | 37       | 28     | 7        | 6      | 1        | 0        | 10       | 2      | 55       | 36     |
| Легија Варшава  | 2016/17         | 19       | 12     | 1        | 1      | 0        | 0        | 11       | 6      | 31       | 19     |
| Легија Варшава  | Укупно          | 56       | 40     | 8        | 7      | 1        | 0        | 21       | 8      | 86       | 55     |
| Чикаго фајер    | 2017            | 34       | 24     | 2        | 0      | 1        | 0        | 0        | 0      | 37       | 24     |
| Чикаго фајер    | 2018            | 31       | 15     | 4        | 4      | 0        | 0        | 0        | 0      | 35       | 19     |
| Чикаго фајер    | 2019            | 3        | 0      | 0        | 0      | 0        | 0        | 0        | 0      | 3        | 0      |
| Чикаго фајер    | Укупно          | 68       | 39     | 6        | 4      | 1        | 0        | 0        | 0      | 75       | 43     |
| Укупно каријера | Укупно каријера | 355      | 210    | 49       | 33     | 36       | 23       | 38       | 12     | 483      | 278    |

### Репрезентативна
| Мађарска | Мађарска | Мађарска |
| Сезона   | Утакмица | Голова   |
| -------- | -------- | -------- |
| 2013     | 2        | 1        |
| 2014     | 8        | 1        |
| 2015     | 6        | 1        |
| 2016     | 7        | 0        |
| 2017     | 2        | 2        |
| 2018     | 2        | 0        |
| Укупно   | 27       | 5        |

## Успеси

### Клупски
ФК Видеотон
- Шампион Мађарске са Видеотоном (2) : 2010/11., 2014/15.
- Лига куп Мађарске (1) : 2012.
- Супер куп Мађарске (2) : 2011, 2012.

Легија Варшава
- Екстракласа (1) : 2015/16.
- Куп Пољске (1) : 2015/16.

### Индивидуални
ФК Видеотон
- Најбољи стрелац лиге (3) : 2009/10. (18 голова), 2013/14. (18 голова) (поделио са Атала Симоном), 2014/15. (21 гол)

Легија Варшава
- Најбољи стрелац лиге (1) : 2015/16. (28 голова)
- Најбољи стрелац Купа Пољске (1) : 2015/16. (6 голова)
- Најбољи играч месеца Пољске лиге (3) : Август 2015, Септембар 2015, Октобар 2015.
- Најбољи нападач Пољске лиге (1) : 2015/16.
- Најбољи играч Пољске лиге (1) : 2015/16.